# 1000 km Monze 1987
1000 km Monze 1987 je bila tretja dirka Svetovnega prvenstva športnih dirkalnikov v sezoni 1987. Odvijala se je 12. aprila 1987 na dirkališču Autodromo Nazionale Monza.

## Rezultati
| Poz    | Razred | Št  | Moštvo                      | Dirkači                                          | Šasija                             | Gume | Krogi |
| Poz    | Razred | Št  | Moštvo                      | Dirkači                                          | Motor                              | Gume | Krogi |
| ------ | ------ | --- | --------------------------- | ------------------------------------------------ | ---------------------------------- | ---- | ----- |
| 1      | C1     | 5   | Silk Cut Jaguar             | Jan Lammers John Watson                          | Jaguar XJR-8                       | D    | 173   |
| 1      | C1     | 5   | Silk Cut Jaguar             | Jan Lammers John Watson                          | Jaguar 7.0L V12                    | D    | 173   |
| 2      | C1     | 17  | Rothmans Porsche            | Hans-Joachim Stuck Derek Bell                    | Porsche 962C                       | D    | 171   |
| 2      | C1     | 17  | Rothmans Porsche            | Hans-Joachim Stuck Derek Bell                    | Porsche Type-935 3.0L Turbo Flat-6 | D    | 171   |
| 3      | C1     | 3   | Brun Motorsport             | Jésus Pareja Oscar Larrauri Frank Jelinski       | Porsche 962C                       | M    | 168   |
| 3      | C1     | 3   | Brun Motorsport             | Jésus Pareja Oscar Larrauri Frank Jelinski       | Porsche Type-935 2.8L Turbo Flat-6 | M    | 168   |
| 4      | C1     | 8   | Joest Racing                | "John Winter" Klaus Ludwig Stanley Dickens       | Porsche 962C                       | G    | 167   |
| 4      | C1     | 8   | Joest Racing                | "John Winter" Klaus Ludwig Stanley Dickens       | Porsche Type-935 2.8L Turbo Flat-6 | G    | 167   |
| 5      | C1     | 2   | Brun Motorsport             | Massimo Sigala Gianfranco Brancatelli            | Porsche 962C                       | M    | 165   |
| 5      | C1     | 2   | Brun Motorsport             | Massimo Sigala Gianfranco Brancatelli            | Porsche Type-935 2.8L Turbo Flat-6 | M    | 165   |
| 6      | C1     | 18  | Rothmans Porsche            | Jochen Mass Bob Wollek                           | Porsche 962C                       | D    | 159   |
| 6      | C1     | 18  | Rothmans Porsche            | Jochen Mass Bob Wollek                           | Porsche Type-935 3.0L Turbo Flat-6 | D    | 159   |
| 7      | C2     | 111 | Spice Engineering           | Gordon Spice Fermín Vélez                        | Spice SE86C                        | A    | 156   |
| 7      | C2     | 111 | Spice Engineering           | Gordon Spice Fermín Vélez                        | Ford Cosworth DFL 3.3L V8          | A    | 156   |
| 8      | C2     | 101 | Ecurie Ecosse               | David Leslie Ray Mallock                         | Ecosse C286                        | A    | 156   |
| 8      | C2     | 101 | Ecurie Ecosse               | David Leslie Ray Mallock                         | Ford Cosworth DFL 3.3L V8          | A    | 156   |
| 9      | C1     | 13  | Primagaz Competition        | Joël Gouhier Hervé Regout                        | Cougar C20                         | M    | 142   |
| 9      | C1     | 13  | Primagaz Competition        | Joël Gouhier Hervé Regout                        | Porsche Type-935 2.6L Turbo Flat-6 | M    | 142   |
| 10     | C2     | 104 | URD Junior Team             | Rudi Seher Hellmut Mundas Deiter Heinzelmann     | URD C81/2                          | A    | 142   |
| 10     | C2     | 104 | URD Junior Team             | Rudi Seher Hellmut Mundas Deiter Heinzelmann     | BMW M88 3.5L I6                    | A    | 142   |
| 11     | C2     | 117 | Team Lucky Strike Schanche  | Martin Schanche Will Hoy                         | Argo JM19B                         | A    | 138   |
| 11     | C2     | 117 | Team Lucky Strike Schanche  | Martin Schanche Will Hoy                         | Zakspeed 1.9L Turbo I4             | A    | 138   |
| 12 NC  | C2     | 116 | Technoracing                | Luigi Taverna Oscar Berselli Pasquale Barberio   | Alba AR3                           | A    | 107   |
| 12 NC  | C2     | 116 | Technoracing                | Luigi Taverna Oscar Berselli Pasquale Barberio   | Ford Cosworth DFL 3.3L V8          | A    | 107   |
| 13 DNF | C1     | 4   | Silk Cut Jaguar             | John Nielsen Raul Boesel                         | Jaguar XJR-8                       | D    | 167   |
| 13 DNF | C1     | 4   | Silk Cut Jaguar             | John Nielsen Raul Boesel                         | Jaguar 7.0L V12                    | D    | 167   |
| 14 DNF | C2     | 106 | Kelmar Racing               | Ranieri Randaccio Maurizio Gellini Vito Veninata | Tiga GC85                          | A    | 131   |
| 14 DNF | C2     | 106 | Kelmar Racing               | Ranieri Randaccio Maurizio Gellini Vito Veninata | Ford Cosworth DFL 3.3L V8          | A    | 131   |
| 15 DNF | C2     | 130 | Alba Carma                  | Martino Finotto Pietro Silvo Ruggero Melgrati    | Alba AR3                           | ?    | 123   |
| 15 DNF | C2     | 130 | Alba Carma                  | Martino Finotto Pietro Silvo Ruggero Melgrati    | Carma FF 1.9L Turbo I4             | ?    | 123   |
| 16 DNF | C1     | 7   | Joest Racing                | Klaus Ludwig Piercarlo Ghinzani                  | Porsche 962C                       | G    | 88    |
| 16 DNF | C1     | 7   | Joest Racing                | Klaus Ludwig Piercarlo Ghinzani                  | Porsche Type-935 2.8L Turbo Flat-6 | G    | 88    |
| 17 DNF | C2     | 190 | Roy Baker Racing            | Val Musetti Rudi Thomann                         | Tiga GC286                         | A    | 79    |
| 17 DNF | C2     | 190 | Roy Baker Racing            | Val Musetti Rudi Thomann                         | Ford Cosworth DFL 3.3L V8          | A    | 79    |
| 18 DNF | C2     | 123 | Charles Ivey Racing         | Dudley Wood Mark Newby                           | Tiga GC287                         | A    | 67    |
| 18 DNF | C2     | 123 | Charles Ivey Racing         | Dudley Wood Mark Newby                           | Porsche Type-935 2.6L Turbo Flat-6 | A    | 67    |
| 19 DNF | C1     | 15  | Britten – Lloyd Racing      | Mauro Baldi Bruno Giacomelli                     | Porsche 962C GTi                   | G    | 65    |
| 19 DNF | C1     | 15  | Britten – Lloyd Racing      | Mauro Baldi Bruno Giacomelli                     | Porsche Type-935 2.8L Turbo Flat-6 | G    | 65    |
| 20 DNF | C2     | 127 | Chamberlain Engineering     | Nick Adams Graham Duxbury Costas Los             | Spice SE86C                        | A    | 33    |
| 20 DNF | C2     | 127 | Chamberlain Engineering     | Nick Adams Graham Duxbury Costas Los             | Hart 418T 1.8L Turbo I4            | A    | 33    |
| 21 DNF | C2     | 177 | Automobiles Louis Descartes | Jacques Heuclin Dominique Lacaud Gérard Tremblay | ALD C2                             | A    | 30    |
| 21 DNF | C2     | 177 | Automobiles Louis Descartes | Jacques Heuclin Dominique Lacaud Gérard Tremblay | BMW M88 3.5L I6                    | A    | 30    |
| 22 DNF | C2     | 114 | Team Tiga Ford Denmark      | Thorkild Thyrring Leif Lindström                 | Tiga GC287                         | A    | 19    |
| 22 DNF | C2     | 114 | Team Tiga Ford Denmark      | Thorkild Thyrring Leif Lindström                 | Ford Cosworth BDT-E 2.1L Turbo I4  | A    | 19    |
| 23 DNF | C1     | 1   | Brun Motorsport             | Walter Brun Oscar Larrauri                       | Porsche 962C                       | M    | 15    |
| 23 DNF | C1     | 1   | Brun Motorsport             | Walter Brun Oscar Larrauri                       | Porsche Type-935 2.8L Turbo Flat-6 | M    | 15    |
| 24 DNF | C2     | 181 | Dune Motorsport             | Duncan Bain Neil Crang                           | Tiga GC287                         | A    | 0     |
| 24 DNF | C2     | 181 | Dune Motorsport             | Duncan Bain Neil Crang                           | Rover V64V 3.0L V6                 | A    | 0     |

## Statistika
- Najboljši štartni položaj - #17 Rothmans Porsche - 1:32.170
- Najhitrejši krog - #5 Silk Cut Jaguar - 1:37.160
- Povprečna hitrost - 198.090 km/h